# مقاطعة كولومبيا (فلوريدا)
مقاطعة كولومبيا (بالإنجليزية: Columbia County)‏ هي مقاطعة تقع في ولاية فلوريدا الأمريكية.

## معرض صور

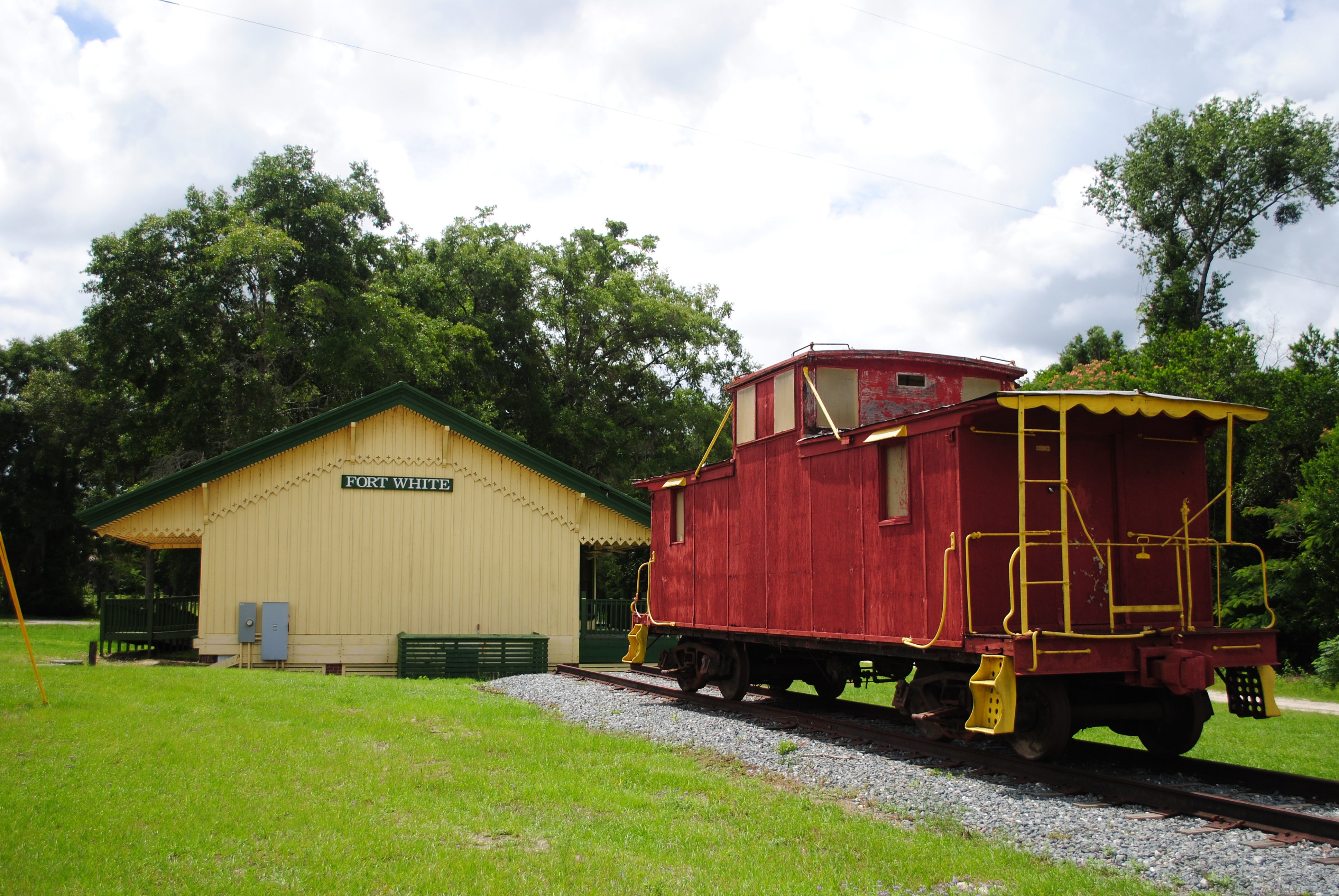
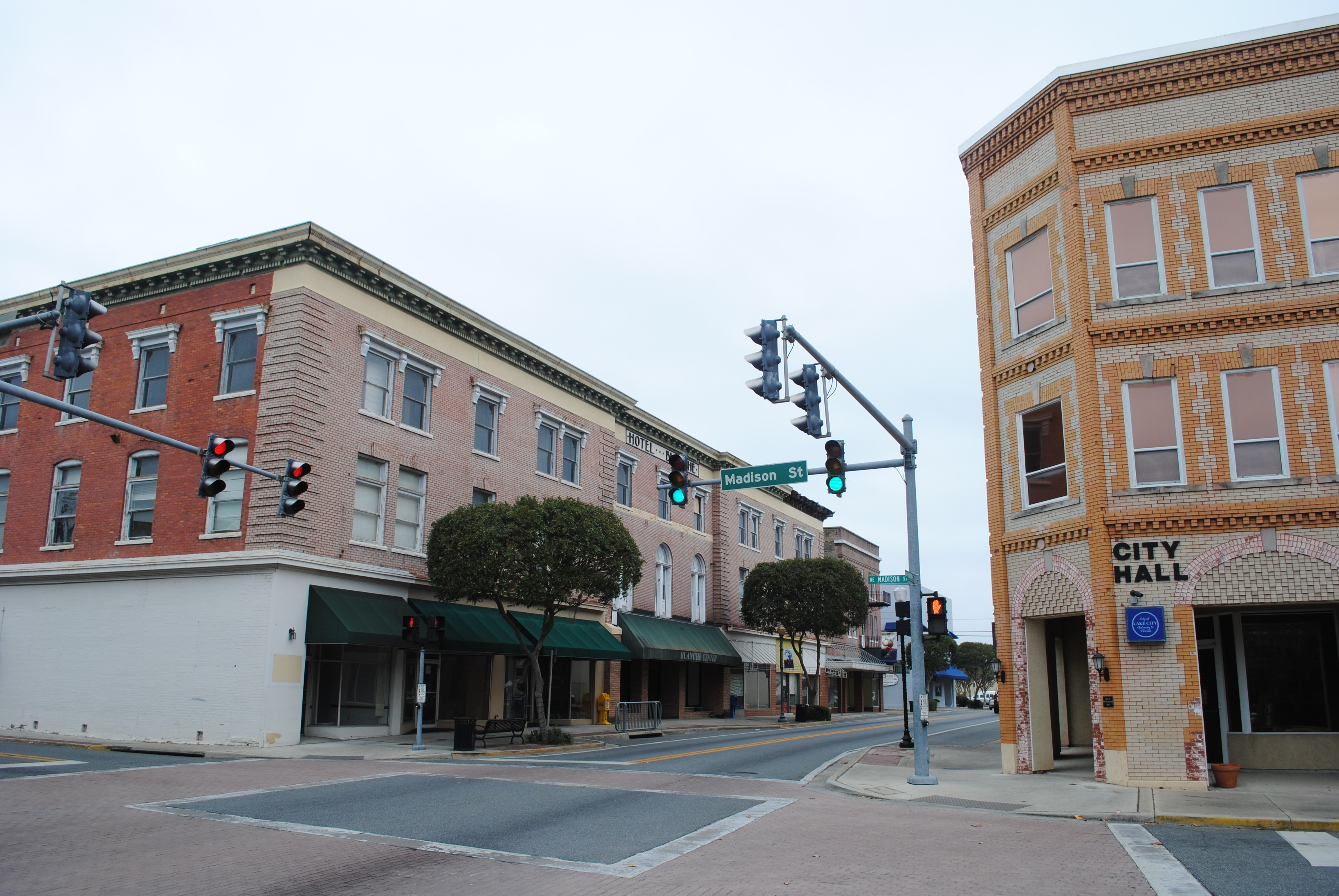
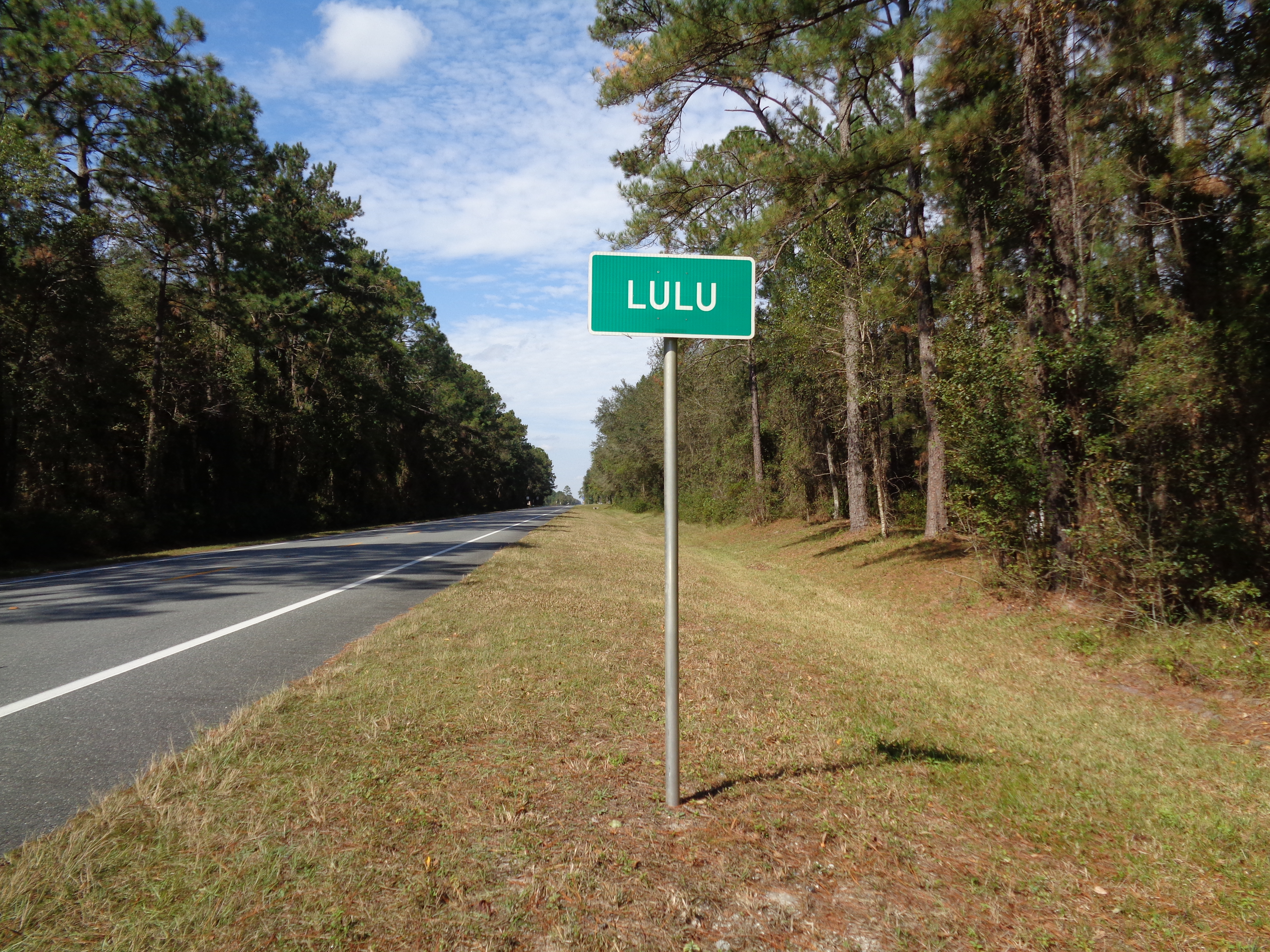
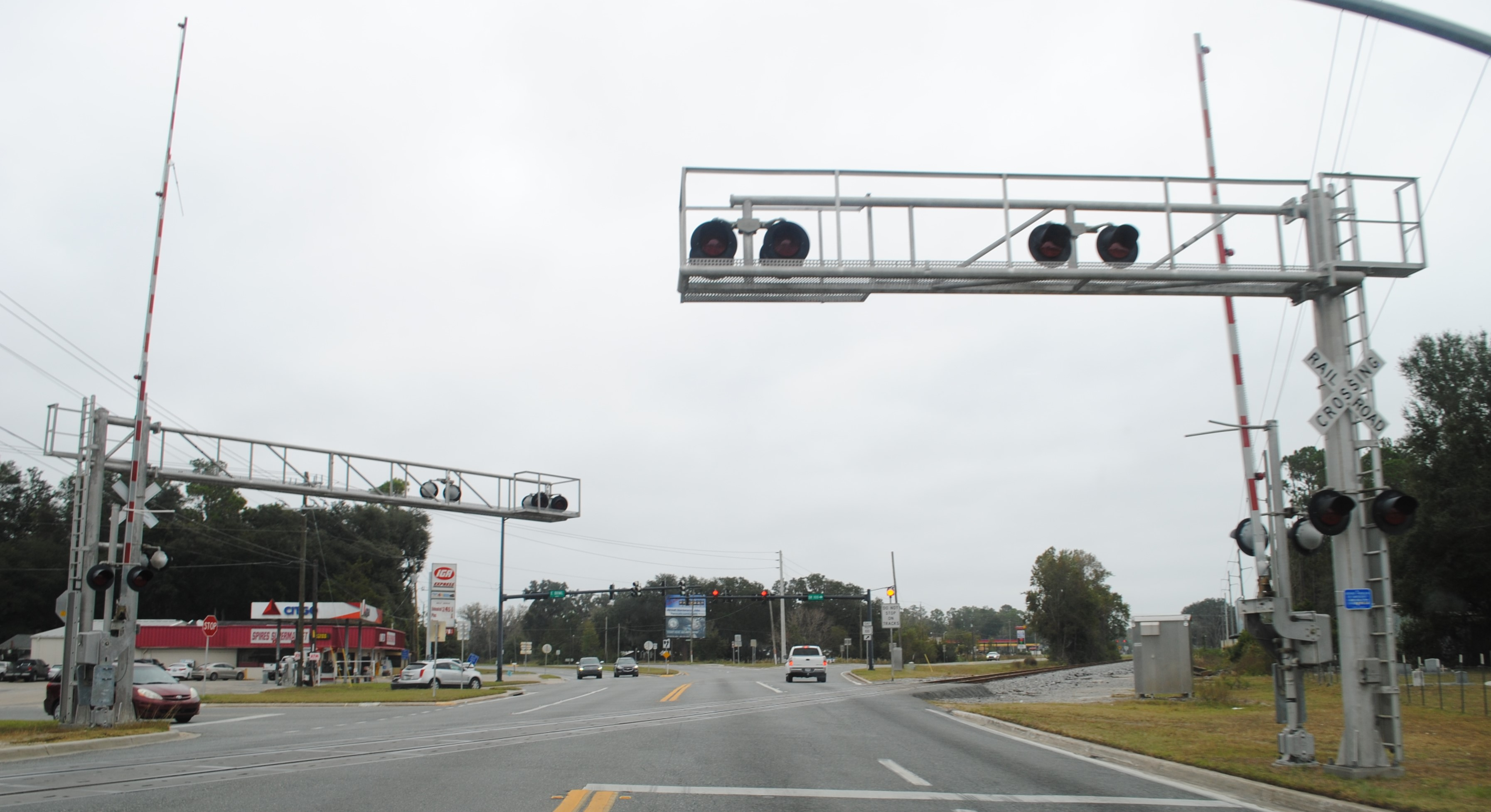
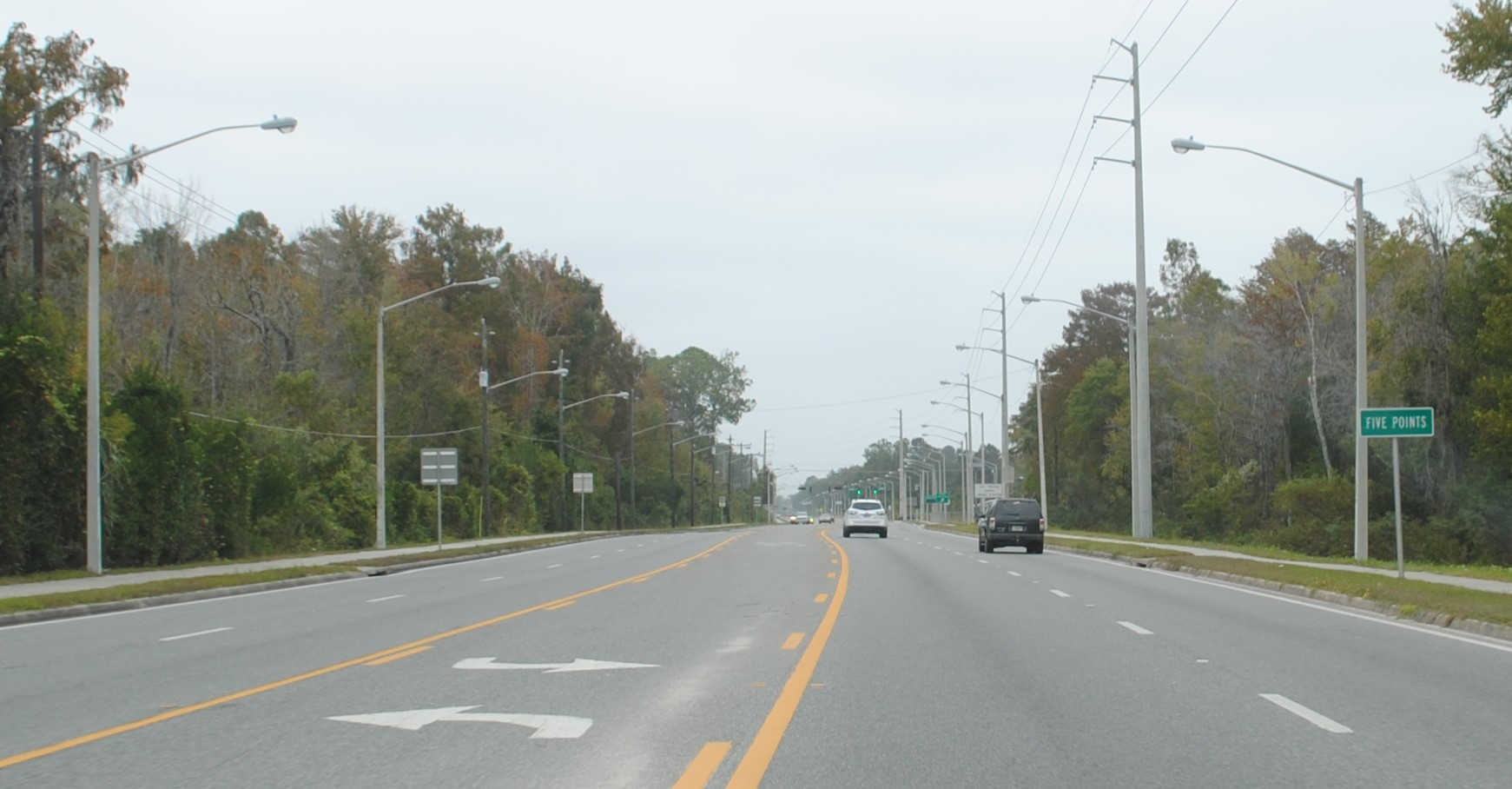
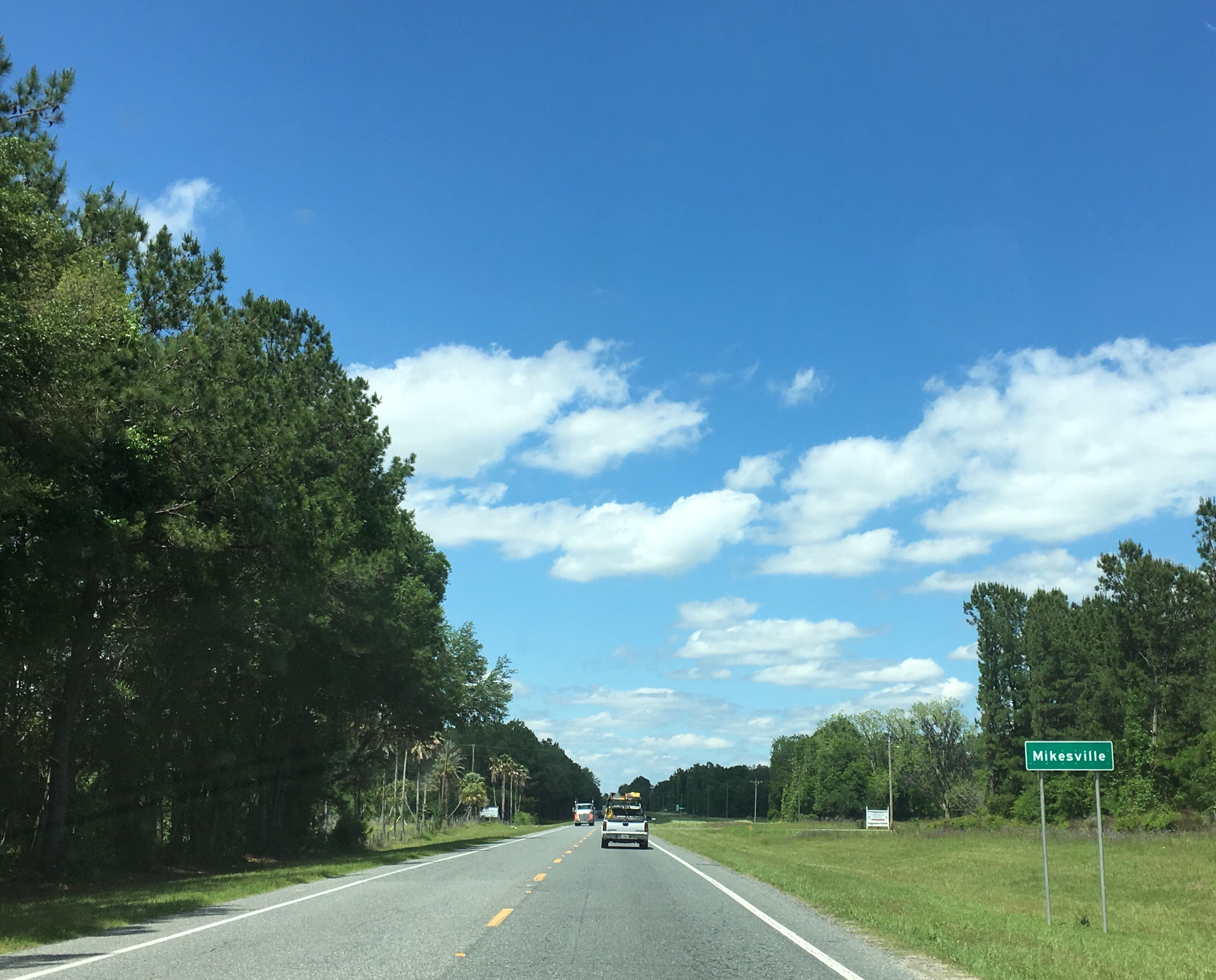